# استخدام البريد الإلكتروني
استخدام البريد الإلكتروني هو طريقة للتسويق المباشر تستخدم البريد الإلكتروني كوسيلة للتواصل التجاري ولإرسال الرسائل إلى الجماهير. وفي أوسع نطاقاته، يمكن اعتبار كل رسائل البريد الإلكتروني التي يتم إرسالها إلى العملاء المحتملين أو الموجودين على أنها تأتي ضمن استخدام البريد الإلكتروني. ومع ذلك، يتم استخدام هذا المصطلح بصفة عامة للإشارة إلى ما يلي:
- إرسال رسائل البريد الإلكتروني بغرض تحسين العلاقات بين التجار والعملاء الحاليين أو السابقين لهم من أجل تشجيع ولاء والتزام العملاء وتكرار الأعمال التجارية.
- إرسال رسائل البريد الإلكتروني بغرض اكتساب عملاء جدد أو إقناع العملاء الحاليين بشراء منتج في الوقت الحالي أو في المستقبل.
- إضافة الإعلانات إلى رسائل البريد الإلكتروني التي يتم إرسالها من خلال الشركات الأخرى إلى عملائها أو مستخدميها.